# مجموعة القيادة

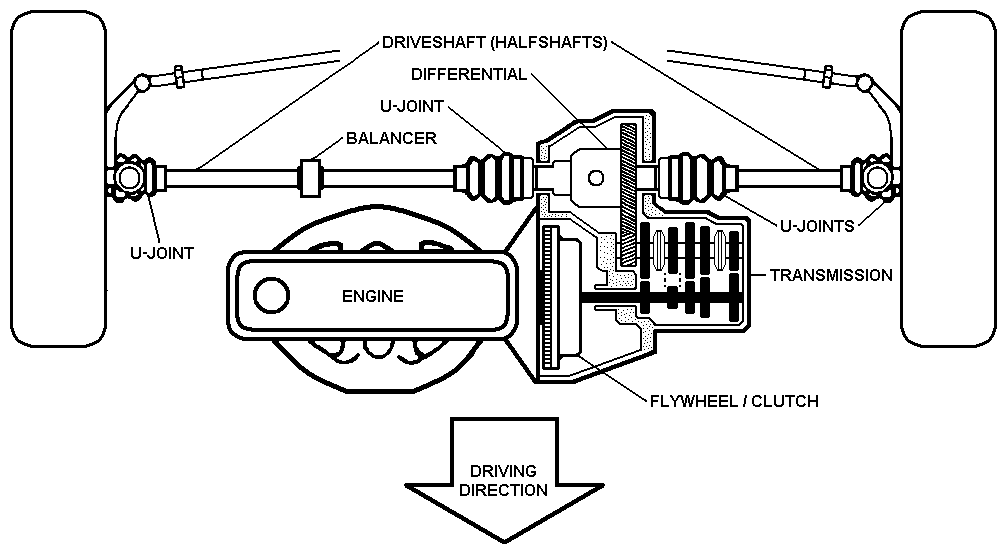
المحرك ومجموعة القيادة في سيارة دفع بمحركات عرضية

مجموعة القيادة أو مجموعة الدفع هي مجموعة المكونات المسئولة عن توفير الطاقة لعجلات القيادة، بغض النظر عن محرك السيارة المسئول عن توليد الطاقة في الأساس والذي يعتبر جزءا من مجموعة الحركة.

## الوظيفة
يتمثل دور مجموعة الحركة في ربط المحرك (مصدر الطاقة) بعجلات القيادة التي تستخدم هذه القوة الميكانيكية في تدوير المحور. يتضمن الاتصال ربطا ماديا بين المكونين على طرفي السيارة يسمى بعمود القيادة. على الرغم من اختلاف سرعة دوران المحرك والعجلات إلا أنهما متوافقان مع نسبة التروس، فمع كل تغير في سرعة المحرك تتغير سرعة العجلات بنسبة معروفه تحدد وفقا لصندوق التروس والذي نتحكم به إما يدويا أو تلقائيا أو بواسطة تغيير تلقائي مستمر لضمان التشغيل الأمثل.

## المكونات
تختلف المكونات الدقيقة لمجموعة الدفع، حسب نوع السيارة.
بعض الأمثلة النموذجية:

### سيارة نقل يدوي
- دولاب الموازنة

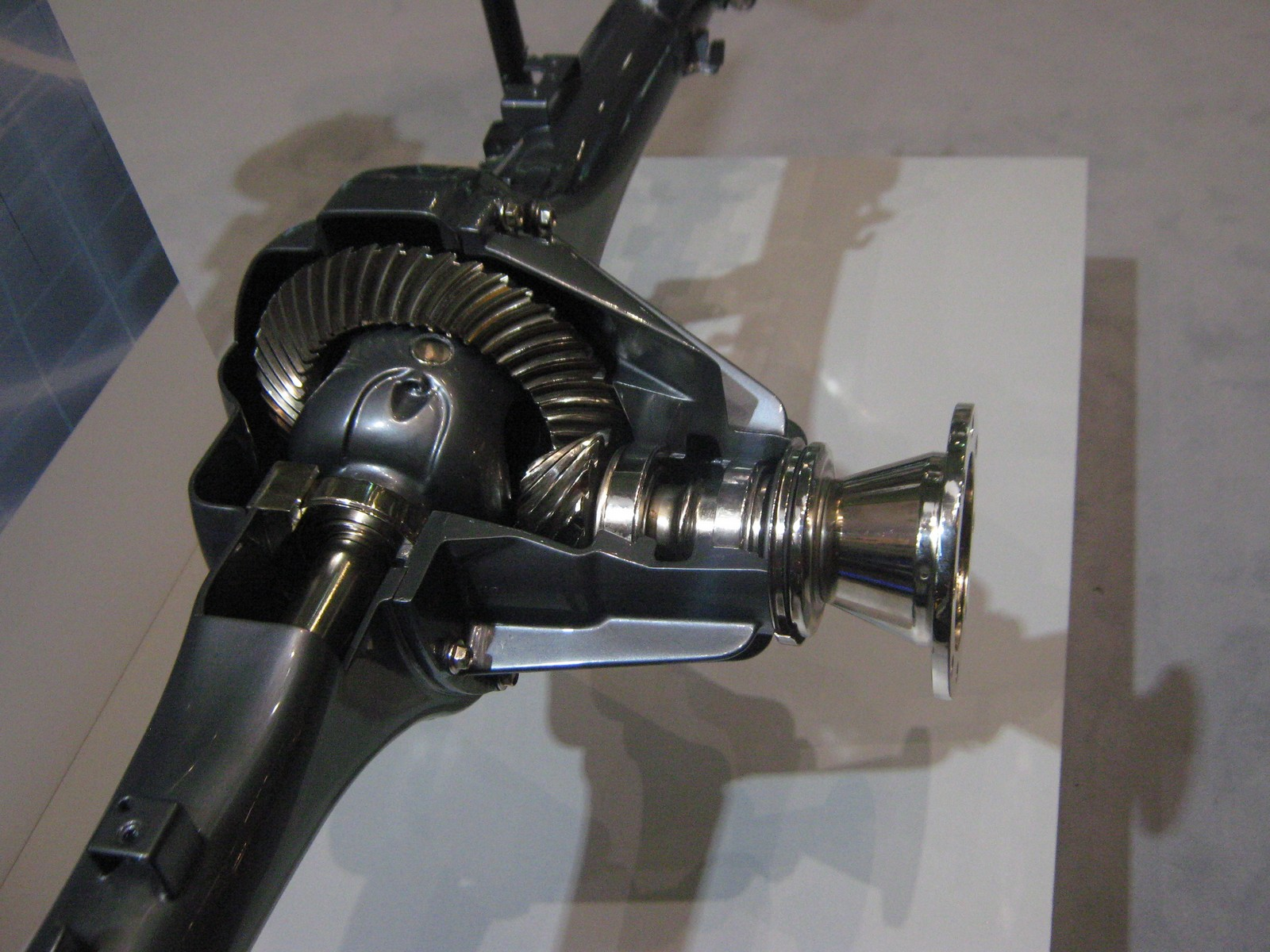
المحور الخلفي مع محرك شطبة والعتاد النهائي

  - حذافة الكتلة المزدوجة لا تزال نادرة
- المعشق
- ناقل الحركة
- ذراع التوصيل
- محور دوران
  - القيادة النهائية
  - التفاضليه

### سيارة ذات ناقل اتوماتيكي
- محور دوران
- ناقل الحركة
  - ذراع التوصيل
  - المحور الخلفي
  - لف
  - التفاضليه

### سيارة الدفع بالعجلات الأمامية
- المعشق
- محور دوران
- ناقل الحركة
- القيادة النهائية
- التفاضليه

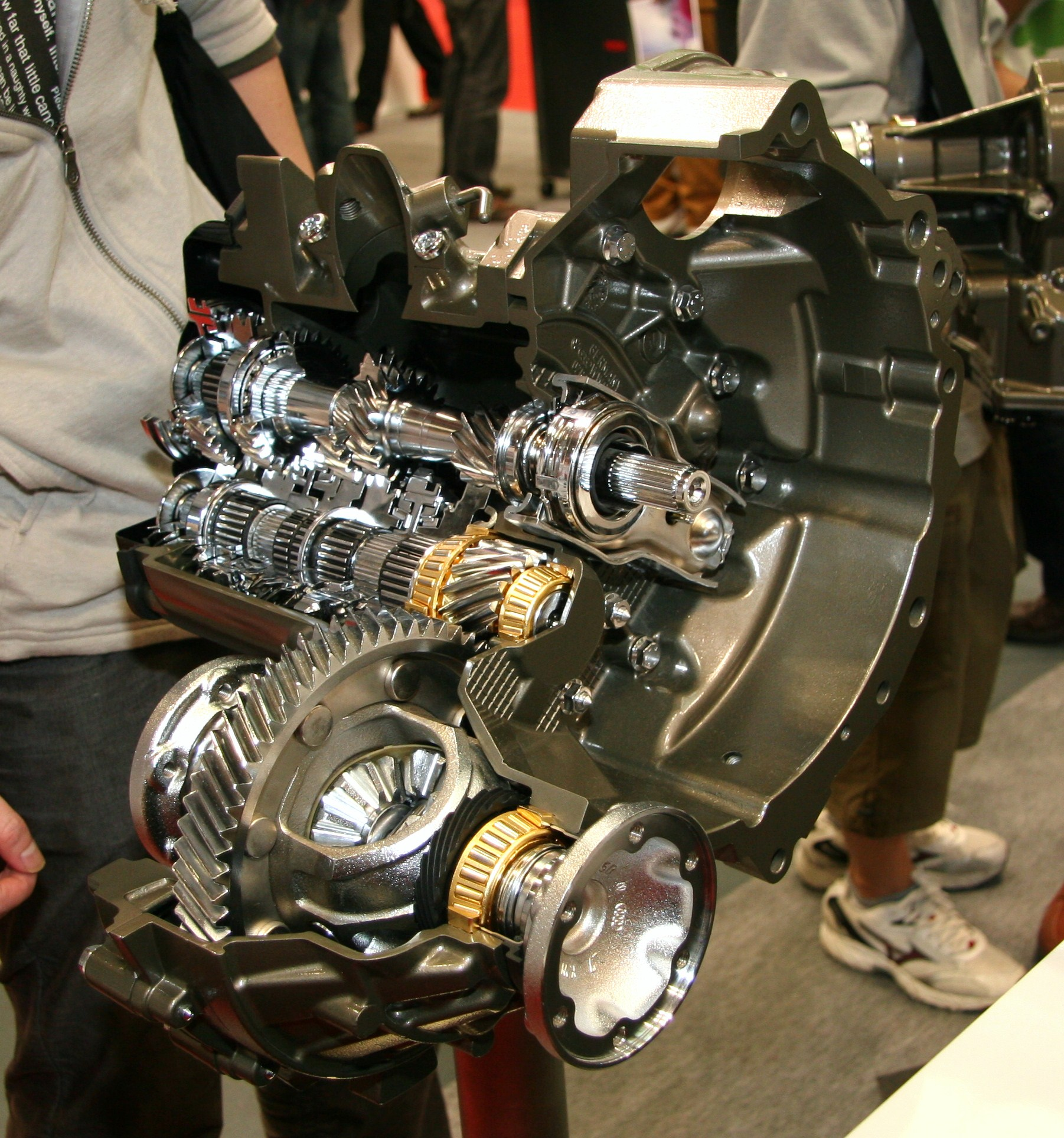
ناقل حركة يدوي بالعجلات الأمامية، يُظهر صندوق التروس والمحرك النهائي مدمجان في نفس الهيكل

- دفع مهاوي ذات مفاصل ثابته السرعة على كل عجلة

### سيارة الدفع الرباعي على الطرق الوعرة

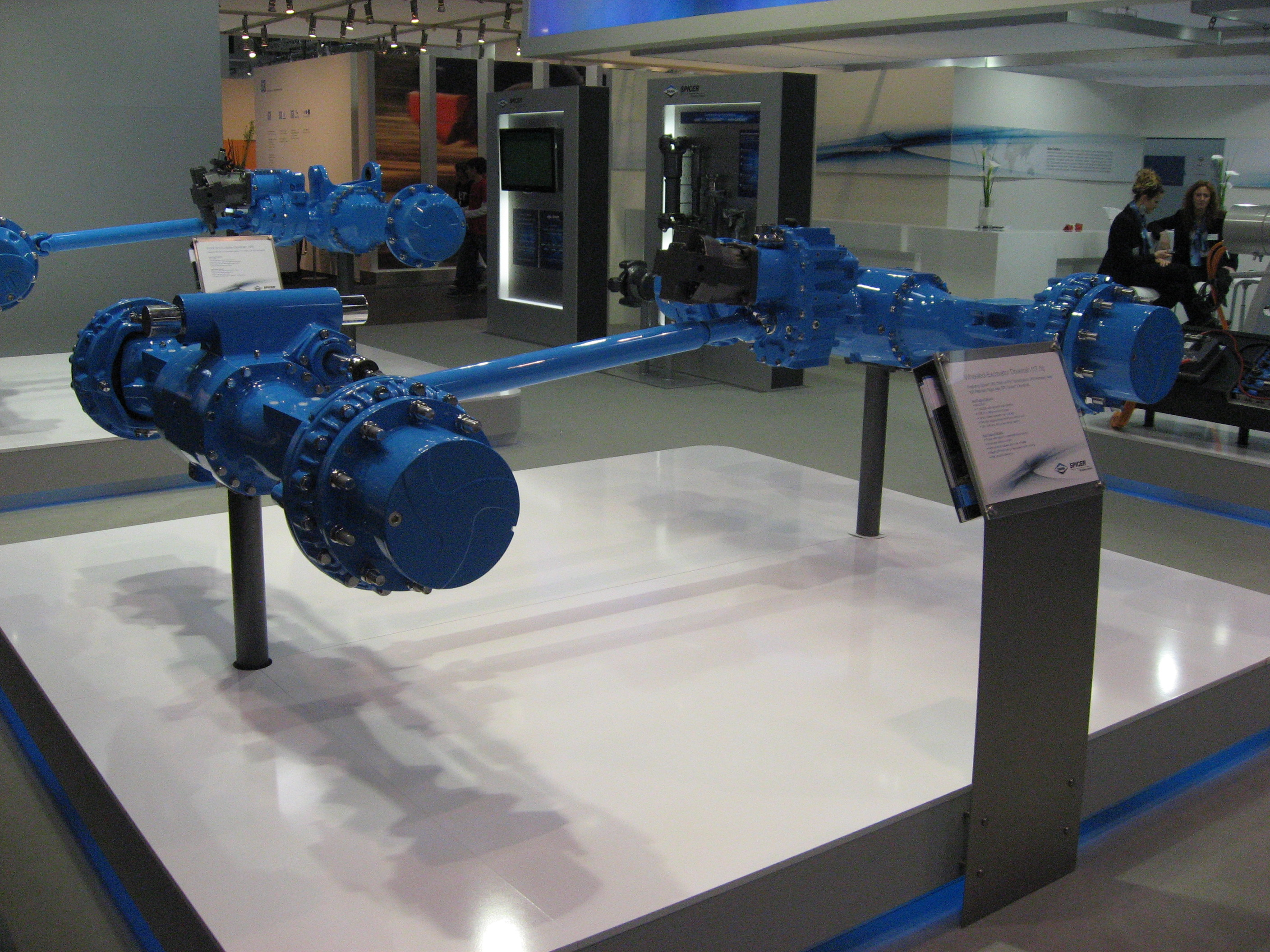
مجموعة مركبات البناء، مع نظام الدفع الرباعي الدائم

- المعشق
- ناقل الحركة
- صندوق النقل
- الفرامل
- مهاوي المروحة إلى الأمام والخلف
- المحاور الأمامية والخلفية
- قفل التفاضلية
- بوابة العتاد

## وصلات خارجية
- مكونات السيارة- ما هي مكونات مجموعة القيادة.
- كيف تنتقل الطاقة داخل السيارة؟